# 赫尔曼·霍利斯
赫尔曼·爱德华·“爱德”·霍利斯（Herman Edward "Ed" Hollis，1903年1月27日—1934年11月27日）是一位美国联邦调查局特别探员。1930年代大萧条期间，霍利斯曾和梅尔文·普维斯、塞缪尔·P.考利（Samuel P. Cowley）等探员在芝加哥地区一同打击银行劫匪、帮派分子以及有組織犯罪。1934年早些时候，霍利斯和其他两名FBI特别探员一同在芝加哥比沃格拉夫劇院击毙了约翰·迪林杰。同年霍利斯在与芝加哥地区的银行劫匪娃娃脸尼尔森的一次激烈枪战中殉职。